# Roberto Moll
Roberto Moll Cárdenas (ur. 19 lipca 1948 w Limie) – peruwiański aktor filmowy, telewizyjny, teatralny, występujący głównie w wenezuelskich telenowelach.

## Kariera
Roberto Moll rozpoczął karierę aktorską na początku lat 80., zaczynając od epizodycznych ról w peruwiańskich serialach. Później wyemigrował do Wenezueli, gdzie zapisał się do grupy teatralnej „Rajatabla”. Pierwszym sukcesem w karierze aktorskiej Molla był udział w 1985 w telenoweli Cristal, gdzie zagrał postać Darío Valmore.
Popularność Mollowi przyniosły role w telenowelach  Kobieta Judasz z Astrid Carolina Herrera, Anita. Jednak swoją sławę na świecie zawdzięcza udziałowi w telenoweli kolumbijskiej Prawo pożądania (El Cuerpo del Deseo, 2005), gdzie zagrał przebiegłego kamerdyrera Waltera Franco.
W 2010 roku grał u boku Sandry Echeverry i Mauricio Ochmanna w serialu Pustynna miłość, gdzie zagrał postać doktora Augusto Albieriego – specjalisty ds. genetyki, który postanawia stworzyć klona głównego bohatera.
W kwietniu 2012 roku wrócił do Limy, by wcielić się w postać Van Helsinga w spektaklu Drakula na podstawie powieści Brama Stokera.

## Życie prywatne
W 1984 ożenił się z aktorką – Carmen Padrón, z którą mają córkę Natashę. Para rozwiodła się w 2000.

## Wybrana filmografia

### Seriale
- 1985 – Cristal jako Darío Valmore
- 1992 – Kassandra  jako Manrique Alonso
- 1995 – Miłosne wyznanie jako Aquiles Hurtado
- 1998 – Królowa serc jako Odilo Santos
- 1999 – Maria Emilia jako Esteban Briceño
- 2000 – Moje trzy siostry jako Jacinto Estrada
- 2002 – Kobieta Judasz jako Buenaventura Briceño
- 2004 – Anita jako Abelardo Reyes
- 2005 – Prawo pożądania jako Walter Franco
- 2010 – Pustynna miłość jako Augusto Albieri

### Filmy
- 1991 – Luna llena jako Pedro
- 2008 – Por un polvo jako Ray